# 山间板块
山间板块是约195Ma位于北美洲西海岸的古大洋板块。山间板块被一系列称为山间群岛的火山岛包围，自约2.45亿年前的三叠纪开始在太平洋上创造出一系列岛链。火山作用记录了又一个俯冲带。在山间板块的远端之下是正在潜没的海岛板块，这种带有两个平行潜没带的构造是不寻常的。现代的菲律宾群岛位于菲律宾移动板块上，它是为数不多的目前地球上还有两个潜没带的板块之一。地理学家们将山间群岛和北美洲间的大洋称作滑山洋，名字来自大洋底部的滑山地块。

## 山间群岛的碰撞
早侏罗世时，随着山间板块不断向西移动，山间群岛和太平洋西北地区被拽到一块并发生俯冲。在大路上，潜没形成新火山弧，并将花岗岩型侵入岩送到古陆相沉积中。最终，山间板块在1.8亿年前的中侏罗世完全潜没，山间群岛与太平洋西北相撞。
山间群岛大到无法潜没到大陆下方，使得山间板块的潜没区关闭、火山弧消亡。当山间碰撞带接近大陆边缘时，海岛板块沿大陆边缘的的潜没带就变得活跃起来了。